# Davide Corte
Davide Corte (Genova, 1602 – Genova, 1657) è stato un pittore italiano.

## Biografia[1]
Nato agli inizi del XVII secolo, figlio del pittore Cesare Corte.
Davide seguì le orme del padre, che morì quando questi era ancora molto giovane, divenendo apprendista del pittore genovese Domenico Fiasella.
Come pittore si limitò all'attività di copista, venendo considerato uno dei migliori nel panorama cittadino.
Morì a causa dell'epidemia di peste che colpì Genova nel 1657.

## Opere
- Cena in casa del fariseo, olio su tela, 1651, Palazzo Reale, Genova.
- Cena in casa di Simone, attribuito, Palazzo Rocca, Chiavari